# 新盘革菌属
新盘革菌属（学名：Neoaleurodiscus）是韧革菌科下的一个属。

## 下属物种
本属包括以下物种：
- 富士新盘革菌 Neoaleurodiscus fujii Sheng H.Wu
- 念珠新盘革菌 Neoaleurodiscus monilifer (Malençon) Sheng H.Wu